# Лонг, Брекенридж
Брекенридж Лонг (1881—1958) — американский дипломат и политик. Личный друг Франклина Делано Рузвельта.

## Биография
В 1933—1936 годах служил послом США в Италии. Назначенный на этот пост Рузвельтом, Лонг советовал последнему не вводить против режима Муссолини нефтяного эмбарго в ответ на его вторжение в Эфиопию.
В первые годы Второй мировой войны сконцентрировал в своих руках существенную власть и активно препятствовал притоку в США иммигрантов, особенно еврейских, стараясь всячески ограничить их количество, не останавливаясь перед подлогом данных и использованием тактики задержек и проволочек, применение которой считал возможным рекомендовать американским дипломатам за рубежом. Так как еврейские беженцы в канун и в самом начале войны пытались спастись от нацизма, это отношение стоило им существенного числа жертв. Уже в 1940 году Лонг подвергался за такую политику критике со стороны еврейских организаций и прессы, которую остро воспринимал. Судя по его личным записям, мотивом такого поведения был страх пропустить в США немецких и советских шпионов и саботажников, которые могли находиться в массах беженцев.
С 1944 года в отставке. Скончался 26 сентября 1958.

## Личная жизнь
Женился в 1912 году, в браке родилась дочь, позже вышедшая замуж за Арнольда Вилкокса. Был коллекционером и лошадником. Любил охоту на лис, рыбалку и хождение под парусом. Вдова пережила его на год.